# Johannes Friedemann (Pianist)

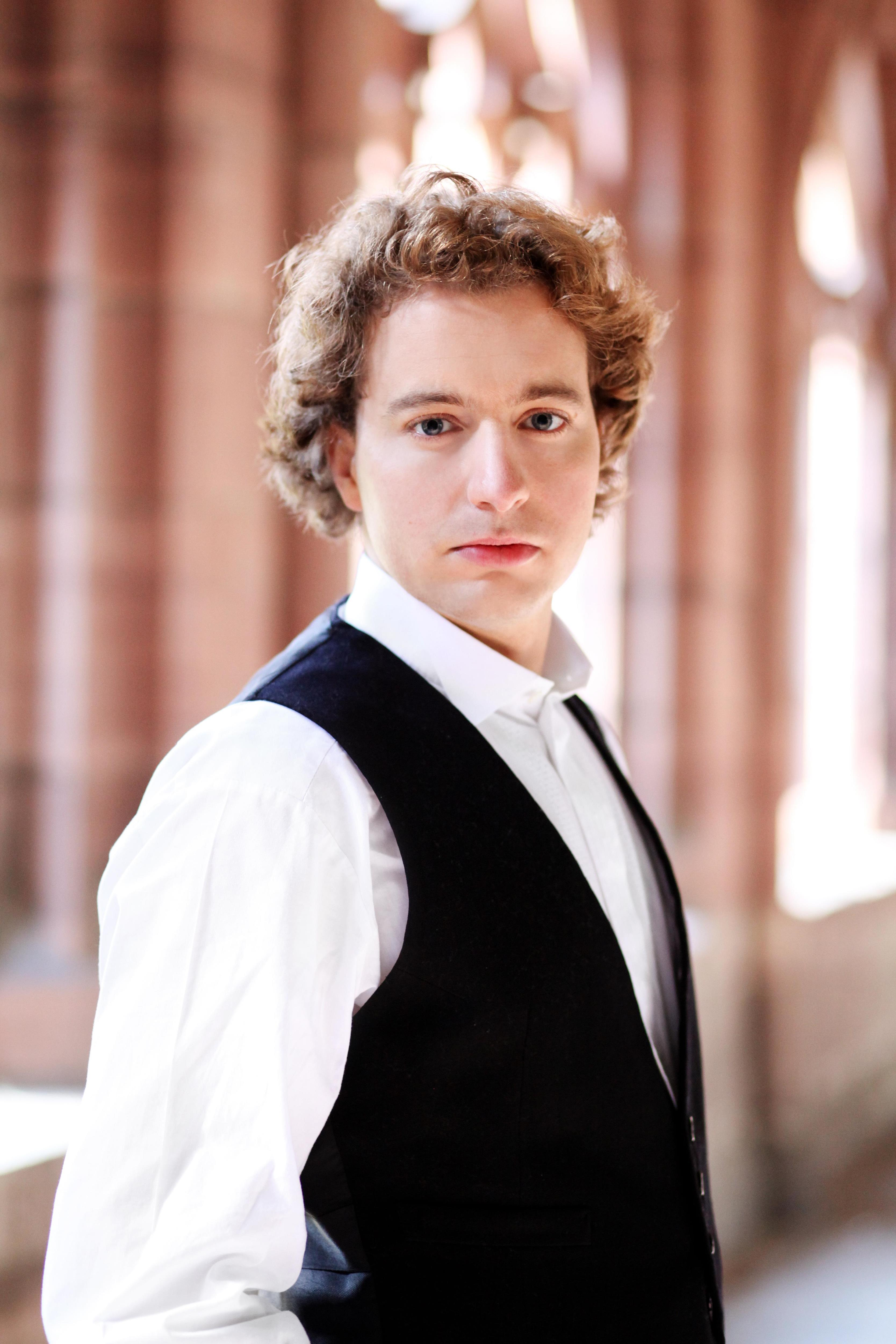

Johannes Friedemann (* 1980 in West-Berlin) ist ein deutscher Konzertpianist.

## Werdegang
Friedemann studierte Klavier, zunächst bei Barbara Szczepanska in Düsseldorf und danach bei Homero Francesch an der Zürcher Hochschule der Künste, wo er sein Diplom im Fach Klavier mit Auszeichnung abschloss. Auch der Pianist Vladimir Ashkenazy hatte Einfluss auf seine künstlerische Entwicklung.
Friedemann erlangte Bekanntheit durch seine Interpretation der Diabelli-Variationen von Ludwig van Beethoven. 2013 spielte er im Rahmen des Münsterland-Festivals auf Huis Bergh in der Bearbeitung für Klavier von Franz Liszt Ludwig van Beethovens 5. Sinfonie. Im gleichen Jahr trat er als Solist zum 50-jährigen Jubiläum der Berliner Philharmonie auf, wo er Beethovens 5. Klavierkonzert aufführte. Außerdem spielte er unter anderem in der Tonhalle Düsseldorf, der Bagno Konzertgalerie, beim Klavierfestival Greetsiel und am Gewandhaus Leipzig. Seine Musik war mehrfach in Fernsehsendungen des Westdeutschen Rundfunk zu hören.
Friedemann wurde unter anderem bei den internationalen Klavierwettbewerben „Città di Cesenatico“ und „Città di Vasto“ ausgezeichnet und war Finalist beim Seiler Klavierwettbewerb auf Rhodos.